# Norra Bärby

Norra Bärby är en mindre by i Färgelanda kommun, Högsäters socken, i Västra Götalands län, belägen längs länsväg 172, cirka 2 km ifrån Högsäter.